# هاري سميث (لاعب هوكي الجليد كندي)
هاري سميث هو لاعب هوكي الجليد كندي، ولد في 30 مايو 1933 في ترايل في كندا.

## وصلات خارجية
- هاري سميث على موقع EliteProspects.com (الإنجليزية)
- هاري سميث على موقع HockeyDB.com (الإنجليزية)